# 사막피그미쥐
사막피그미쥐(Mus indutus)는 쥐과 생쥐속에 속하는 설치류의 일종이다. 앙골라와 보츠와나, 나미비아, 남아프리카공화국, 잠비아, 짐바브웨에서 발견된다. 자연 서식지는 사바나 지역과 아열대 또는 열대 기후 지역의 고지대 초원이다.

## 습성
사막피그미쥐는 세력권 행동 습성을 가진 동물이지만 홀로 또는 짝을 지어 살거나 무리를 지어 발견된다. 야행성 동물이다. 먹이는 풀이나 식물 씨앗 또는 곤충 등으로 이루어져 있다.